# Барогіль
Барогіль — високогірний перевал, на висоті 3798 м над р.м. що перетинає Гіндукуш і з'єднує Ваханський коридор в Афганістані з Читралом в Пакистані.
Барогіль — відносно низький перевал. Він закритий протягом трьох місяців кожну зиму через снігові замети, але решту частину року через нього є навіть автомобільний рух.
Барогіль є одним з чотирьох основних гірських перевалів з'єднуючих Чітрал, інші перевали: перевал Дорах з'єднує з Бадахшаном Афганістан, перевал Шандур з Гілгітом і перевал Ловарі з Дір Пакистан.
Біля Барогілю мешкають ваханці і киргизи.

## Європейська міграція
За даними Національного географічного товариства генографічного проекту, маршрут через Барогіль мабуть був використаний предками всіх сучасних західних європейців при міграції в Європу. Предки сучасних європейців, маючи генетичний маркер М45 перейшли Барогіль і потім рушили на захід; М45 надалі мутирував у генні маркери M173 і M343, які мають у власних генах 70 % населення Англії.

## Історичне значення
Через малу висоту перевал, Барогіль часто пропонувався, але рідко використовувався за для вторгнення. У 19-му столітті, британці непокоїлись через можливість вторгнення росіян через Барогіль до центрі британської Індії. Але росіяни ніколи не перетинали Барогіль, ймовірно, тому, що після перетину перевалу вони мусили були пройти більш ніж 300 км до Джелалабаду, або перетнути ще один перевал до Ішкоману.